# Pat-a-Cake
Pat-a-Cake è il primo mixtape del rapper italiano Fedez, pubblicato nel novembre 2007 dalla Funk Ya Mama.

## Tracce
1. Intro
2. Io odio i club
3. Ti dico bene (ft. Albe OK)
4. Future Rapz (feat. Cianuro e Hego)
5. Storie di vite
6. Sognatori (ft. Sammy, Ira e DJ Frack)
7. La sua storia
8. Ultima cena (ft. Hyst)
9. Io amo (ft. Denny La Home e Simoncino)
10. Se sei nei paraggi (ft. Sick il Magro) (prod. DJ Pankees)
11. Vite diverse (ft. Nasty G e DJ Frack)
12. Funkazzisti (ft. July B e Pazkall)
13. Ghettopianerottolo (ft. Pazkall e Piuma)
14. Ghettopianerottolo RMX
15. Music Girl (ft. Dave e Sammy)
16. Chiediti il perché (ft. DJ Frack)
17. Back in Days (ft. Jimmy, Rancore, DJ Pankees e DJ Frack)
18. Pat-a-Cake
19. Outro

Traccia bonus
1. Hey Yo Milano (ft. Denny La Home)